# Xanthophenax liberator
Xanthophenax liberator är en stekelart som beskrevs av André Seyrig 1932. Xanthophenax liberator ingår i släktet Xanthophenax och familjen brokparasitsteklar. Inga underarter finns listade i Catalogue of Life.